# Équipe de Tchéquie de hockey sur gazon
Maillots
L'Équipe de Tchéquie de hockey sur gazon représente la Tchéquie dans les compétitions internationales de hockey sur gazon et est contrôlée par la Fédération tchèque de hockey, l’organe directeur du hockey sur gazon en Tchéquie.

## Palmarès

### Championnat d'Europe
- 2007 - 8e place
- 2013 - 8e place

### Ligue mondiale
- 2012-2013 - 30e place
- 2014-2015 - 27e place
- 2016-2017 - 1er tour

### Hockey Series
- 2018-2019 - Open